# Караев, Кара Рабаданович
Кара Рабаданович Караев (1891, Цудахар, Даргинский округ, Дагестанская область, Российская империя — 1973) — участник Гражданской войны в России и Великой Отечественной войны. Награждён в 1922 году орденом Красного Знамени РСФСР и почётным революционным оружием.

## Биография

### Становление
Кара Рабаданович Караев родился в 1891 году в даргинском селе Цудахар Дагестанской области в небогатой семье Рабадана и Захры Караевых. Кроме него, в семье было 6 дочерей и 2 сыновей, Кара был самым старшим. Получил хорошее образование у известных шейхов. Будучи старшим сыном, в 17 лет оставил учёбу и поехал в Темир-Хан-Шуру на заработки. Не найдя подходящей работы, вступил в Дагестанский конный полк, в котором служил с 1908 по 1913 год. В этот период он изучил русский язык и наладил множество дружеских связей. Отслужив, Кара Рабаданович уехал в Баку, затем в Дербент, где он работал приемщиком зерна на мельнице.
С началом Февральской революции вернулся в Даргинский округ и стал вести революционную агитацию. В период Гражданской войны руководил партизанскими отрядами, воевал с турецкими интервентами, деникинцами, отрядами Гоцинского и Алиханова. За это был награждён орденом Красного Знамени и другими наградами.

### Межвоенный период

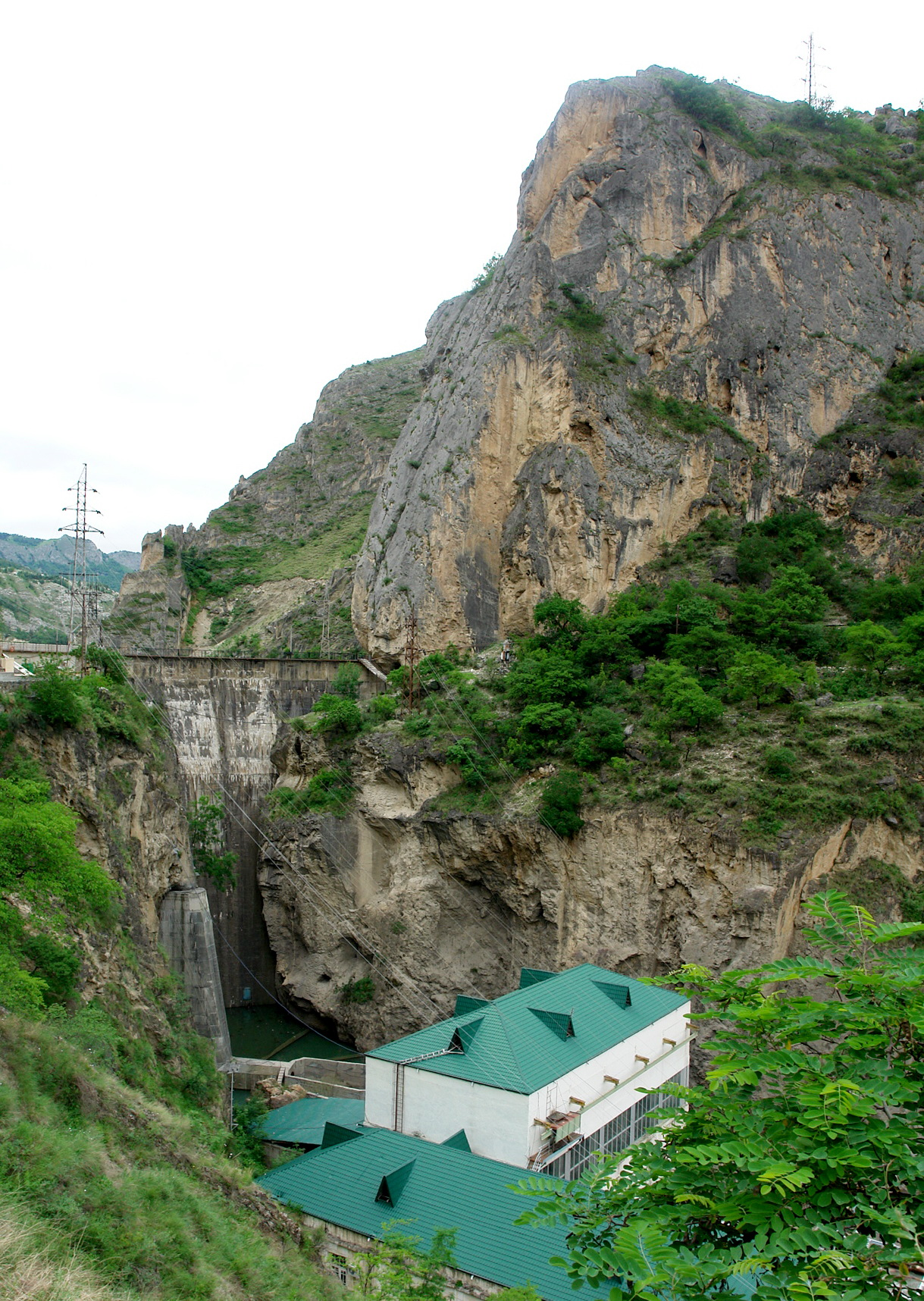
Гергебильская ГЭС — последнее довоенное место работы К. Р. Караева

Был одним из первых дагестанских милиционеров, занимал должность начальника милиции города Буйнакска. Позже стал председателем Гунибского, Самурского и Кайтаго-Табасаранского окружных исполкомов, заведующим отделом Дагестанского ЦИК, заместителем наркома внутренних дел ДАССР, руководителем Гергебильской ГЭС.
В 1935—1936 Кара Караев был инициатором и руководителем конного пробега вокруг Кавказского хребта, «в рамках программы военного всеобуча населения, развития конного спорта и воспитания конников-джигитов, а также укрепления дружбы народов Северного Кавказа». В пробеге принимало участие 12 национальностей: русские, украинцы, даргинцы, аварцы, лакцы, кабардинцы, балкарцы, карачаевцы, осетины, абазинцы, греки, и кумыки, одетые в национальную кавказскую одежду. Среди участников пробега были девушки.

### Репрессии
В 1938 году был репрессирован. Сначала его исключили из ВКП(б) «за сокрытие соцпроисхождения, за связь с классово-чуждыми элементами». Причин на это, по словам историка Мустафы Вагабова, было несколько. Во-первых, Кара Караев служил две недели в полиции в Баку, во-вторых, отец его служил в Дагестанской постоянной милиции до 1915 года, в-третьих, он служил в царской армии в чине младшего урядника. 22 октября 1938 года Караев был арестован и помещён в тюрьму республиканского НКВД. Ему вменялась контрреволюционная деятельность по заданию Коркмасова и Самурского, также арестованных и, впоследствии, расстрелянных. Ему вменялось, что он с 1923 входил в «антисоветскую буржуазно-националистическую организацию», ликвидированную НКВД ДАССР в 1937—1938. На допросах Кара Рабаданович отвергал не только свою причастность к этой организации, но и само её существование. Однако, после пыток, он подписал протокол с признаниями. 17 октября 1939 он был полностью оправдан.

#### Великая Отечественная война
В начале войны, 22 июня 1941 года, Караев находился на курорте Талги. Узнав о событиях он сразу в махачкалинский военкомат и потребовал отправить его на фронт. Сначала Кара Караева назначили главой сборного пункта гужевого транспорта в Махачкале.
В июле 1941 года он был назначен командиром полка 68-й Отдельной кавалерийской дивизии.
8 августа 1942 года Караев приехал в Махачкалу с заданием военного командования. Здесь, на встрече с членами Военного совета он узнал, что фашистские войска подошли к Моздоку, угрожают Грозному и Дагестану. Поэтому председатель совнаркома ДАССР А. Д. Даниялов обратился с просьбой к Верховному Главнокомандованию разрешить населению сформировать добровольческий кавалерийский эскадрон. 3 сентября 1942 года военный совет 44-й армии разрешил сформировать такой эскадрон при кавалерийском полку. Даниялов поручил формирование эскадрона Караеву. Осенью 1942 года эскадрон был сформирован. В середине октября его отправили на фронт. Характерной его особенностью было право носить национальную кавказскую одежду.
Первый бой эскадрон принял возле станицы Ищёрской восточнее Моздока. Завершил войну эскадрон в Берлине. На стене Рейхстага эскадроновцы написали:
«И нам, орлам Красного Дагестана — отряду Кара Караева — выпала честь быть активными участниками штурма Берлина».

#### Послевоенное время
После войны Караева назначили начальником Управления охотничьего хозяйства Дагестанской АССР. Несмотря на то, что сам он активно занимался охотой и рыбалкой, Кара Караев осознавал необходимость заказников и заповедников, в чём регулярно убеждал правительство. На своей должности вёл борьбу с браконьерами, предлагал обустроить на территории горы Тарки-Тау, рядом с Махачкалой, парковое хозяйство с дикими животными. Кара подготовил ряд мероприятий по сохранению природы горы, планировал использовать её для отдыха махачкалинцев. Неоднократно избирался в состав обкома КПСС, депутатом, членом Президиума Верховного совета ДАССР.
Умер в 1983 году в возрасте 82 лет.

## Награды
- Два ордена Красного Знамени[3][1];
- Орден Трудового Красного Знамени[1];
- Орден Красной Звезды (30.03.1943)[6]
- Два ордена «Знак Почёта»[1];
- Медаль «За оборону Кавказа» (01.05.1944)[6]
- Медаль «За победу над Германией в Великой Отечественной войне 1941—1945 гг.» (09.05.1945)[6]
- Почётное революционное оружие.

## Память
Именем Кара Караева названы улицы в Махачкале и Кизилюрте, а также СПК (бывший колхоз) в его родном селе Цудахар.

## Личная жизнь
Была жена Кистаман и трое детей — сын Рабадан и дочери Деляра и Талмида.